# St. Armand
St. Armand è un comune degli Stati Uniti d'America, situato nello stato di New York, nella contea di Essex.